# La Redoute-Cycles MBK

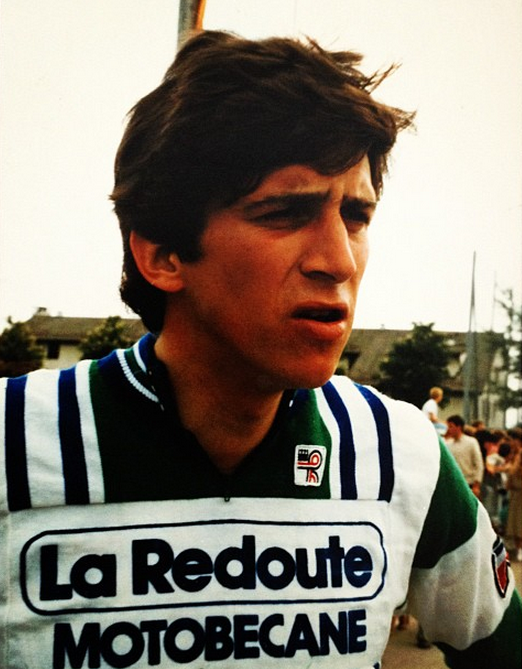
Jean-Marie Michel bei der Tour de France 1979

La Redoute-Cycles MBK oder La Redoute war ein französisches Radsportteam, das von 1979 bis 1985 bestand. Hauptsponsor war ein Mode- und Versandhaus und der Co-Sponsor die Firma Motobécane und nach deren Insolvenz die Nachfolgerfirma MBK.

## Geschichte
Das Team wurde 1978 unter der Leitung von Jef Braeckevelt gegründet. Das Team konzentrierte sich ausschließlich auf französische Rennen. Von den Grand Tours wurde nur die Tour de France bestritten, aber nie der Giro oder die Vuelta. Neben den Siegen sind auch der zweite Platz bei Mailand-Sanremo 1982 und die dritten Plätze bei der Flandern-Rundfahrt und bei Paris-Roubaix 1984 sowie bei Lüttich–Bastogne–Lüttich 1985.
Zum Ende der Saison 1985 löste sich das Team auf.

## Erfolge
1979
- Nizza-Alassio
- Grand Prix de Denain
- Grand Prix de Mauléon-Moulins
- eine Etappe Tour du Vaucluse
- Gesamtwertung und zwei Etappen Circuit Cycliste Sarthe
- Gesamtwertung und eine Etappe Tour du Limousin
- eine Etappe Katalonien-Rundfahrt

1980
- zwei Etappen Paris-Nizza
- Grand Prix de Rennes
- Gesamtwertung und eine Etappe Tour d’Indre-et-Loire
- Gesamtwertung und zwei Etappen 4 Jours de Dunkerque
- London-Bradford
- eine Etappe Critérium du Dauphiné Libéré
- eine Etappe Tour de l’Aude
- zwei Etappen Tour de France
- zwei Etappen Tour du Limousin
- Grand Prix des Nations
- Trofeo Baracchi
- zwei Etappen Etoile des Espoirs

1981
- eine Etappe Paris-Nizza
- zwei Etappen 4 Jours de Dunkerque
- eine Etappe Tour de l’Aude
- Gesamtwertung und zwei Etappen Tour de l’Oise
- Gesamtwertung und eine Etappe Tour d’Armorique
- eine Etappe Midi Libre
- eine Etappe Tour de France
- Maël-Pestivien
- Tour du Hainaut Occidentale[3]

1982
- eine Etappe Mittelmeer-Rundfahrt
- eine Etappe Paris-Nizza
- Grand Prix Cholet-Pays de la Loire
- Paris–Camembert
- eine Etappe Tour de Romandie
- zwei Etappen 4 Jours de Dunkerque
- Gesamtwertung und eine Etappe Tour de l’Aude
- zwei Etappen Tour de l’Oise
- drei Etappen Critérium du Dauphiné Libéré
- eine Etappe Midi Libre
- Bergwertung Tour de France
- Gesamtwertung und eine Etappe Paris–Bourges
- Gesamtwertung und zwei Etappen Étoile des Espoirs
- Paris-Tours

1983
- eine Etappe Mittelmeer-Rundfahrt
- eine Etappe Paris-Nizza
- Dwars door Vlaanderen
- Paris–Camembert
- eine Etappe Tour de l’Aude
- eine Etappe 4 Jours de Dunkerque
- eine Etappe Tour de l’Oise
- eine Etappe Critérium du Dauphiné Libéré
- eine Etappe Midi Libre
- Grand Prix Eddy Merckx
- eine Etappe Tour du Limousin
- Circuit des Frontières
- zwei Etappen Étoile des Espoirs

1984
- Nizza-Alassio
- eine Etappe Paris-Nizza
- eine Etappe Tour du Vaucluse
- eine Etappe Tour de l’Aude
- Tour de Romandie
- Tour d’Armorique
- Grosser Preis des Kantons Aargau
- Euskal Bizikleta
- eine Etappe Tour de France
- zwei Etappen Belgien-Rundfahrt
- Grand Prix de Fourmies
- Circuit des Frontières

1985
- eine Etappe Paris-Nizza
- Gesamtwertung und eine Etappe Criterium International
- Drei Tage von De Panne
- Gesamtwertung und eine Etappe 4 Jours de Dunkerque
- eine Etappe Tour de l’Aude
- zwei Etappen Critérium du Dauphiné Libéré
- Gesamtwertung und eine Etappe Route d’Occitanie
- eine Etappe Midi Libre
- zwei Etappen Tour de France
- zwei Etappen Irland-Rundfahrt
- eine Etappe Étoile des Espoirs

## Grand-Tour-Platzierungen
| Grand Tour            | 1979 | 1980 | 1981 | 1982 | 1983 | 1984 | 1985 |
| --------------------- | ---- | ---- | ---- | ---- | ---- | ---- | ---- |
| Vuelta a EspañaVuelta | –    | –    | –    | –    | –    | –    | –    |
| Giro d’ItaliaGiro     | –    | –    | –    | –    | –    | –    | –    |
| Tour de FranceTour    | 16   | 9    | 3    | 11   | 5    | 25   | 3    |

## Monumente-des-Radsports-Platzierungen
| Monument                 | 1979 | 1980 | 1981 | 1982 | 1983 | 1984 | 1985 |
| ------------------------ | ---- | ---- | ---- | ---- | ---- | ---- | ---- |
| Mailand–Sanremo          | –    | 11   | 23   | 2    | 23   | 16   | 52   |
| Flandern-Rundfahrt       | –    | 28   | 5    | 27   | 17   | 3    | 19   |
| Paris–Roubaix            | 28   | 12   | 7    | 11   | 10   | 3    | 10   |
| Lüttich–Bastogne–Lüttich | –    | 5    | 22   | 14   | 26   | –    | 3    |
| Lombardei-Rundfahrt      | –    | 7    | –    | 4    | –    | 5    | –    |

## Bekannte ehemalige Fahrer
- Bernard Vallet (1979–1983)
- Robert Alban (1980–1984)
- Paul Sherwen (1980–1980)
- Etienne De Wilde (1982–1984)
- Jean-Luc Vandenbroucke (1980–1985)
- Stephen Roche (1984–1985)
- Thierry Claveyrolat (1985)
- Michel Vermote (1985)